# مضیئه لوکسین
مضیئه لوکسین (به عربی: المضیئة لوکسین) یک روستا در سوریه است که در ناحیه الجانودیه واقع شده‌است. مضیئه لوکسین ۳۵۰ نفر جمعیت دارد.